# 中島俊哉
中島 俊哉（なかしま としや、1980年6月10日 - ）は、福岡県筑後市出身の元プロ野球選手（外野手）。右投右打。

## 経歴

### プロ入り前
小学6年から野球を始める（それまではソフトボールをしていた）。福岡工大附高校（現・福岡工大附城東高校）に進学。2年時に「4番・一塁手」として第79回全国高等学校野球選手権大会に出場。当時のエースは同学年の小椋真介。甲子園での打率は.500を記録したが、3回戦で中谷仁擁する智弁和歌山高校に敗れベスト8進出はならなかった。
その後九州国際大学に進学し硬式野球部に所属。大学4年次の2002年に4番打者として大学野球選手権大会ベスト8、明治神宮大会では久保裕也（東海大）から決勝の先制適時打を放ちベスト4に進出した。大学の1学年後輩に嶋村一輝、3学年後輩に川島慶三がいる。
2002年のドラフト会議でオリックス・ブルーウェーブから8位指名を受けて入団。オリックスが2000年のドラフトから3年間採用していた「契約金ゼロ選手」として入団している。背番号は「64」。

### オリックス時代
2003年は一軍昇格はならなかったが、ウエスタン・リーグで活躍しフレッシュオールスターゲームでサーパス神戸所属でオールウェスタンの一員に出場した。
2004年3月29日、7回に代打として一軍初出場を果たす。7月8日の千葉ロッテマリーンズ戦で7回にダン・セラフィニから一軍初安打を打つ。同年の一軍出場は6試合にとどまった。

### 楽天時代
2004年オフの分配ドラフトを経て東北楽天ゴールデンイーグルスに移籍した。背番号は64。
2005年は肩を痛めたこともあり一軍出場はなく、2006年も2年連続で一軍出場はなかった。
2007年は二軍での活躍が認められ6月17日に3年ぶりに一軍登録されると、当日の横浜ベイスターズ戦（フルスタ宮城）で「8番・左翼手」として先発出場した。2回裏に逆転となる2点適時二塁打を土肥義弘から打ち、プロ初打点を挙げた。試合終了後は初のヒーローインタビューを経験した。しかし調子を落とし、7月9日に二軍落ち。その約2週間後に左ハムストリングを痛め、最終日まで一軍復帰は果たせなかった。
2008年は、4月上旬に一軍昇格し、左投手キラーとして相手先発投手が左投手の時にほぼ全試合と言っていいほど出場。5月28日の読売ジャイアンツ戦（東京ドーム）で内海哲也からプロ初本塁打を打った。6月3日の阪神タイガース戦では、本拠地Kスタ宮城での初本塁打（プロ第2号）を打ってお立ち台に上がる。そのヒーローインタビューの最中に同僚の草野大輔、横川史学から祝福のペットボトルの水を思いがけず背後から浴びせられ、仰天顔の写真が翌日のスポーツ紙の一面を飾った。またこの試合後、監督の野村克也は「中島？ 顔覚えたよ。国分町で会っても分かるよ」と中島を認めるコメントを出した。その後も、夏場には右投手の時にも先発出場を果たすなどシーズンを通して好調を保ち、ほぼ1シーズン一軍に帯同し、規定打席未満ながら打率.315、5本塁打、25打点と成長を見せた。日刊スポーツの担当記者らが選ぶ「2008年楽天年間MVP」の野手部門に選出され、ファン感謝祭で記念品が贈呈された。
2009年は4月半ばに一軍昇格し、前年と同じく左投手キラーとして出場していたが、7月に左有鈎骨を骨折し2ヵ月間戦線離脱。結局前年を下回る成績となった。しかし、クライマックスシリーズでは杉内俊哉から本塁打を打つなど活躍した。オフに結婚を発表した。また、礒部公一の背番号8を譲り受けた。
2010年はキャンプで怪我をして出遅れ、夏場に一軍昇格するも、7打席しか与えられずに二軍落ちとなった。同じ右打ちの外野手である牧田明久の台頭もあり、再昇格することはなかった。10月3日には第一子となる長女が誕生した。
2011年、4月12日のロッテ戦に相手先発が左投手の成瀬善久だったこともあり開幕スタメン出場し、2安打を記録。5月8日の埼玉西武ライオンズ戦では2年ぶりとなる本塁打を帆足和幸から打った。しかし、打率は一割台に低迷し、5月19日には左脇腹肉離れで二軍落ちとなった。8月に再昇格するも、なかなか調子を上げられないままシーズンを終えた。
2012年5月30日の巨人戦（東京ドーム）で9回二死で先発投手田中将大の代打として出場。この年から巨人入りした杉内俊哉と対戦。楽天は杉内相手に9回二死まで1人も走者を出せず、中島も凡退すれば完全試合達成という状況に迫られていたが、フルカウントから四球を選び出塁。完全試合を免れた。なお、杉内はその後、次の打者聖澤諒を三振に仕留め、ノーヒットノーラン達成となった。前半戦は好調だったものの、後半戦になると調子を落とし9月上旬に二軍降格。9月下旬に一軍に復帰するも、3打数無安打と結果を残せなかった。
2013年、5月2日には第二子となる長男が誕生。6月9日の巨人戦では、プロ初本塁打の相手である内海から、自身2年ぶりの本塁打を打った。この年にチームが初めてパシフィック・リーグで優勝したことから、ポストシーズンでも、クライマックスシリーズ・ファイナルステージや日本シリーズで左投手が登板した試合にスタメンや代打で出場している。シーズンオフの12月7日には、背番号を52へ変更することが発表された。
2014年は出場試合は4試合に留まり、10月28日に球団から戦力外通告を受け、11月22日に現役引退を発表。11月27日に任意引退公示された。11月23日のファン感謝祭の中で引退セレモニーが執り行われた。

### 現役引退後
2015年に楽天球団職員（ジュニアコーチ）就任。同年2月にはレポーターとしてチームの久米島キャンプに同行した。

## 選手としての特徴

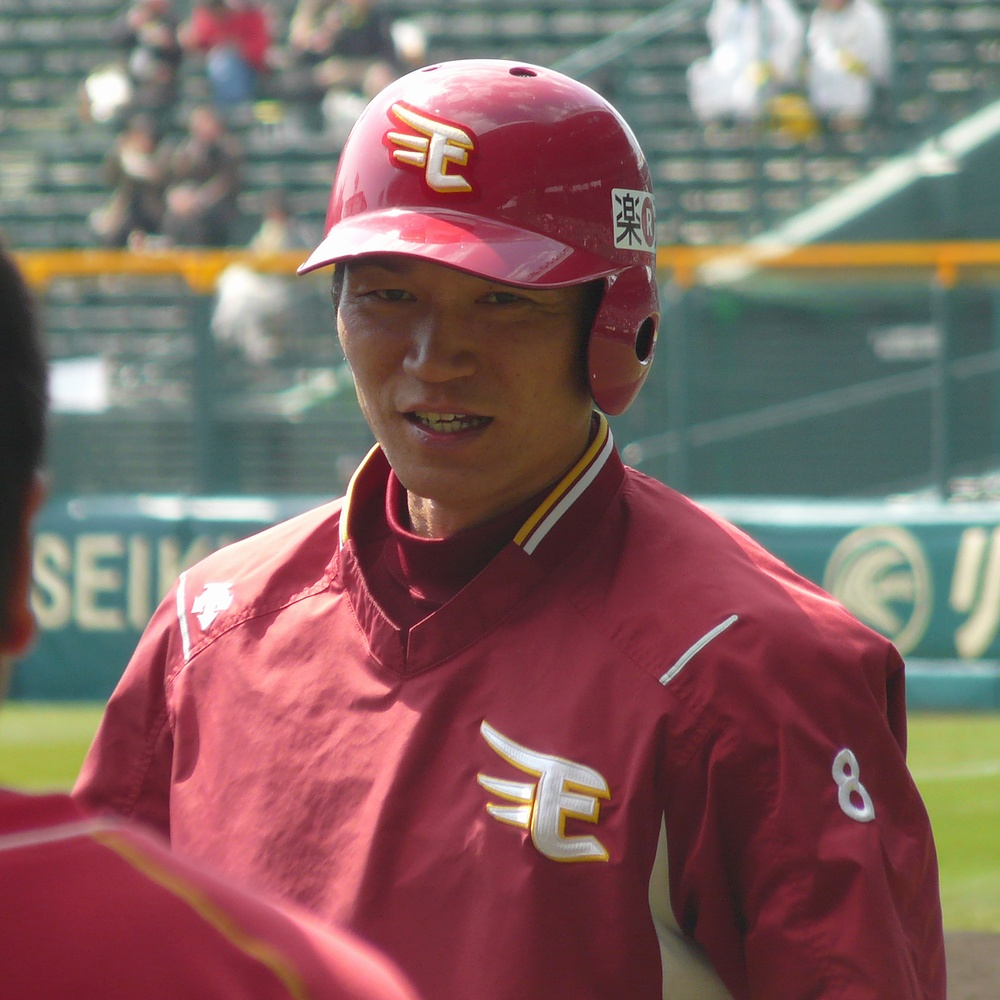
楽天選手時代

長打力のある打撃が武器で、ツボに来れば鋭い打球をスタンドに叩き込むが、緩急に翻弄されてしまうなど、対応力に課題があった。手首の強さが売りで、それに頼った強引な打撃をしていたが、2006年の秋季キャンプからの打撃フォーム改善により対応力が向上した。中島の構えはバットのヘッドを投手側に傾けるという特徴的なものであったが、2008年の春季キャンプで更に改良し、バットを立てて構えるようになった。左投手には滅法強く「左キラー」とも呼ばれた。
森本稀哲は上原浩治の公式YouTubeチャンネルにて、松坂世代ベストナインの指名打者として中島の名前を挙げている。

## 人物
愛称の「シャーパー」は地元の学校での「シャープにコンパクトに」という意味の掛け声からきている。サーパス時代にその掛け声を発したところ、同僚に全く理解されず、そのまま愛称として定着した。

## 詳細情報

### 年度別打撃成績
| 年 度     | 球 団      | 試 合 | 打 席 | 打 数 | 得 点 | 安 打 | 二 塁 打 | 三 塁 打 | 本 塁 打 | 塁 打 | 打 点 | 盗 塁 | 盗 塁 死 | 犠 打 | 犠 飛 | 四 球 | 敬 遠 | 死 球 | 三 振 | 併 殺 打 | 打 率 | 出 塁 率 | 長 打 率 | O P S |
| --------- | ---------- | ----- | ----- | ----- | ----- | ----- | -------- | -------- | -------- | ----- | ----- | ----- | -------- | ----- | ----- | ----- | ----- | ----- | ----- | -------- | ----- | -------- | -------- | ----- |
| 2004      | オリックス | 6     | 10    | 10    | 0     | 1     | 0        | 0        | 0        | 1     | 0     | 0     | 0        | 0     | 0     | 0     | 0     | 0     | 3     | 0        | .100  | .100     | .100     | .200  |
| 2007      | 楽天       | 8     | 16    | 15    | 1     | 6     | 1        | 0        | 0        | 7     | 2     | 0     | 1        | 0     | 0     | 1     | 0     | 0     | 4     | 0        | .400  | .438     | .467     | .904  |
| 2008      | 楽天       | 81    | 205   | 178   | 27    | 56    | 10       | 1        | 5        | 83    | 25    | 1     | 2        | 1     | 1     | 21    | 0     | 4     | 28    | 5        | .315  | .397     | .466     | .863  |
| 2009      | 楽天       | 47    | 114   | 104   | 9     | 29    | 4        | 0        | 1        | 36    | 8     | 0     | 1        | 0     | 1     | 7     | 1     | 2     | 17    | 3        | .279  | .333     | .346     | .679  |
| 2010      | 楽天       | 4     | 7     | 7     | 0     | 1     | 0        | 0        | 0        | 1     | 0     | 0     | 0        | 0     | 0     | 0     | 0     | 0     | 2     | 0        | .143  | .143     | .143     | .286  |
| 2011      | 楽天       | 43    | 82    | 72    | 8     | 14    | 3        | 0        | 2        | 23    | 6     | 1     | 0        | 7     | 0     | 2     | 0     | 1     | 13    | 0        | .194  | .227     | .319     | .546  |
| 2012      | 楽天       | 58    | 108   | 96    | 7     | 24    | 2        | 0        | 0        | 26    | 6     | 1     | 1        | 5     | 0     | 7     | 0     | 0     | 15    | 0        | .250  | .301     | .271     | .572  |
| 2013      | 楽天       | 45    | 90    | 82    | 7     | 19    | 4        | 0        | 1        | 26    | 3     | 0     | 0        | 2     | 0     | 6     | 0     | 0     | 8     | 3        | .232  | .284     | .317     | .601  |
| 2014      | 楽天       | 4     | 9     | 9     | 0     | 1     | 0        | 0        | 0        | 1     | 0     | 0     | 0        | 0     | 0     | 0     | 0     | 0     | 1     | 0        | .111  | .111     | .111     | .222  |
| 通算：9年 | 通算：9年  | 296   | 641   | 573   | 59    | 151   | 24       | 1        | 9        | 204   | 50    | 3     | 5        | 15    | 2     | 44    | 1     | 7     | 91    | 11       | .264  | .323     | .356     | .679  |

### 年度別守備成績
| 年 度 | 球 団 | 外野  | 外野  | 外野  | 外野  | 外野  | 外野     | 一塁  | 一塁  | 一塁  | 一塁  | 一塁  | 一塁     |
| 年 度 | 球 団 | 試 合 | 刺 殺 | 補 殺 | 失 策 | 併 殺 | 守 備 率 | 試 合 | 刺 殺 | 補 殺 | 失 策 | 併 殺 | 守 備 率 |
| ----- | ----- | ----- | ----- | ----- | ----- | ----- | -------- | ----- | ----- | ----- | ----- | ----- | -------- |
| 2007  | 楽天  | 5     | 4     | 1     | 0     | 0     | 1.000    | -     | -     | -     | -     | -     | -        |
| 2008  | 楽天  | 73    | 92    | 1     | 1     | 1     | .989     | -     | -     | -     | -     | -     | -        |
| 2009  | 楽天  | 39    | 64    | 1     | 1     | 0     | .985     | -     | -     | -     | -     | -     | -        |
| 2010  | 楽天  | 1     | 2     | 0     | 0     | 0     | 1.000    | -     | -     | -     | -     | -     | -        |
| 2011  | 楽天  | 33    | 33    | 0     | 0     | 0     | 1.000    | -     | -     | -     | -     | -     | -        |
| 2012  | 楽天  | 25    | 28    | 3     | 0     | 1     | 1.000    | -     | -     | -     | -     | -     | -        |
| 2013  | 楽天  | 32    | 40    | 1     | 1     | 0     | .976     | 1     | 1     | 1     | 0     | 0     | 1.000    |
| 2014  | 楽天  | 2     | 6     | 0     | 0     | 0     | 1.000    | -     | -     | -     | -     | -     | -        |
| 通算  | 通算  | 210   | 269   | 7     | 3     | 2     | .989     | 1     | 1     | 1     | 0     | 0     | 1.000    |

### 記録
- 初出場：2004年3月29日、対北海道日本ハムファイターズ1回戦（Yahoo! BBスタジアム）、7回裏に平野恵一の代打で出場
- 初打席：同上、7回裏に佐々木貴賀の前に空振り三振
- 初安打：2004年7月8日、対千葉ロッテマリーンズ16回戦（千葉マリンスタジアム）、7回表にダン・セラフィニから右前安打
- 初先発出場：2004年7月19日、対福岡ダイエーホークス18回戦（福岡ドーム）、5番・指名打者で先発出場
- 初打点：2007年6月17日、対横浜ベイスターズ4回戦（フルキャストスタジアム宮城）、2回裏に土肥義弘から左翼線へ逆転決勝2点適時二塁打
- 初本塁打：2008年5月28日、対読売ジャイアンツ1回戦（東京ドーム）、2回表に内海哲也から左中間へ先制ソロ
- 初盗塁：2008年8月10日、対福岡ソフトバンクホークス14回戦（福岡Yahoo! JAPANドーム）、4回表に二盗（投手：大隣憲司、捕手：髙谷裕亮）

### 背番号
- 64 （2003年 - 2009年）
- 8 （2010年 - 2013年）
- 52 （2014年）